# Liste in Marokko vorhandener Dampflokomotiven
Dies ist eine Liste erhaltener Dampflokomotiven auf dem Gebiet von Marokko.

## Normalspur
| Foto | Nummer oder Name | Bauart / Achsfolge | Hersteller      | Fabrik-nr. | Baujahr | Historie | Eigentümer / Betreiber / Strecke | Standort             | Bemerkungen       |
| ---- | ---------------- | ------------------ | --------------- | ---------- | ------- | --- | -------------------------------- | -------------------- | ----------------- |
|      | 030-TX 1         | C t                | Henschel & Sohn | 26549      | 1942    | Merte: Illies & Co. für Peking-Mukden → geliefert SNCF "030-TX 1" /196x Compagnie des Chemins de Fer du Maroc CFM" [Marokko] "030-TX 1"→ National des Chemins de Fer du Maroc ONCF "030-TX 1" → Denkmal, ONCF-Hauptverwaltung, Rabat-Agdal [Marokko] "030-TX 1" (04.2010 vh) |                                  | Rabat, ONCF-Zentrale | Denkmallokomotive |

## Schmalspur
Nach Internationalsteam.com waren nach dem Jahr 2000 noch einige Feldbahndampflokomtiven in einem verlassenen Lokschuppen identifizierbar. Es ist nicht bekannt, ob diese noch existieren.